# Besouro Mangangá
Besouro Mangangá (* 1897 (Geburtsjahr umstritten); † 24. Juli 1924 in Bahia, Brasilien; eigentlich Manuel Henrique Pereira oder Besouro Cordão de Ouro) war ein Capoeirista in Amaro da Purificacâo nahe Salvador da Bahía, Brasilien.

## Leben und Legende
Mangangá ist einer der bekanntesten Capoeiristas, und es gibt zahlreiche Lieder über ihn. Der größte Teil des Wissens über ihn speist sich aus diesen Liedern oder anderen mündlichen Überlieferungen. Der Anteil an Wahrheit kann also kritisch gesehen werden.
Der Sklave Tio Alipio lehrte Henrique in seiner Kindheit die Kunst der Capoeira. Seinen Künstlernamen Besouro Mangangá (Besouro heißt Käfer; Mangangá portugiesisch für Hummeln) bekam er, da er bei Gefahr stets – wie ein Käfer – verschwinden konnte.
Mangangá zog durchs Land, arbeitete als Tagelöhner. Dabei setzte er sich immer wieder für die Schwachen und Armen ein. Da zu dieser Zeit Capoeira verboten war, hatte er häufig Konflikte mit der Polizei. Die Versuche, ihn festzunehmen oder zu töten, misslangen jedoch immer wieder, und Mangangá verhöhnte dabei sogar die Polizei. Dadurch entstand die Legende, dass er die Fähigkeit habe, sich in einen Käfer zu verwandeln.
Am 24. Juli 1924 wurde Mangangá angeblich mit einem Messer aus dem Holz des Tucum-Baumes erstochen.